# Вест Појнт (Јута)
Вест Појнт (енгл. West Point) град је у америчкој савезној држави Јута.

## Демографија
По попису из 2010. године број становника је 9.511, што је 3.478 (57,6%) становника више него 2000. године.
| Група             | 2000.         | 2010.         |
| Белци             | 5.600 (92,8%) | 8.471 (89,1%) |
| Афроамериканци    | 25 (0,4%)     | 70 (0,7%)     |
| Азијати           | 61 (1,0%)     | 184 (1,9%)    |
| Хиспаноамериканци | 243 (4,0%)    | 547 (5,8%)    |
| Укупно            | 6.033         | 9.511         |